# Río Motupe
El río Motupe también denominado como río Motupe-La Leche luego de unirse con el río La Leche, es un cuerpo de agua peruano que discurre por el departamento de Lambayeque. Este río no llega al mar, porque las dunas y arenales del desierto de Mórrope forman una barrera que retiene sus aguas, formando un gran lago superficial, que va hasta Sechura, al que se denomina Laguna de La Niña.

## Descripción
Los caudales de crecida de estos dos ríos no se conocen con mucha precisión. En las estaciones ubicadas en los tramos con pendientes fuertes (Morropón para el río Motupe, Puchaca para el río La Leche), aforos en época de crecida son difíciles debido a las condiciones de flujo (velocidades fuertes, transporte sólido, presencia de árboles durante las crecidas, etc.).
El Instituto Nacional de Desarrollo - INADE realizó una evaluación de los caudales de pico de las crecidas del año 1998, en las secciones, cruzando la Panamericana Norte antigua. Se podría mejorar el conocimiento de caudales de crecida en estos tramos, tratándose de secciones relativamente regulares y encauzadas. 

### Crecidas del año 1998
Obras importantes de prevención se hicieron antes de las crecidas del año 1998, las que han permitido evitar inundaciones de zonas agrícolas importantes y de centros poblados (ciudad de Mórrope). Se construyó un canal de capacidad 800 m³/s y se cerraron dos ríos con diques de emergencia para desviar las crecidas hacia el desierto, volúmenes agua que fueron a formar la Laguna de La Niña.
El río La Leche se desbordó a nivel de la bocatoma Huaca de la Cruz, produciendo inundaciones aguas abajo. El encauzamiento realizado después de las crecidas del año 1983 tiene un caudal de diseño de 800 m³/s, se estimó el caudal pico de la crecida a 1200 m³/s a nivel de la Panamericana Norte.
El caudal pico del río Motupe se evaluó que actualmente se encuentra en 600 m³/s.
Aguas arriba de la Panamericana Norte antigua, los valles de los ríos Motupe y La Leche presentan vertientes con rocas muy fracturadas y terrenos no consolidados, favoreciendo a los desprendimientos y huaicos, acumulándose materiales detríticos y sedimentos en los fondos de valles.